# Antonias Welt
Antonias Welt (Originaltitel: Antonia) ist ein Spielfilm der niederländischen Regisseurin Marleen Gorris aus dem Jahre 1995.
Das Drama basiert auf einem Original-Drehbuch von Gorris und wurde unter anderem von den Filmstudios Eurimages, Nederlands Fonds voor de Film, Nederlandse Programma Stichting (NPS) und Prime Time produziert. Der Film gewann bei der Oscarverleihung 1996 die begehrte Trophäe in der Kategorie bester fremdsprachiger Film.

## Handlung
Als sie eines Morgens aufwacht, weiß die alte Antonia, dass dieser Tag der letzte in ihrem Leben sein wird. Dennoch beginnt sie ihn genauso wie jeden anderen: Sie öffnet die Läden der Fenster ihres Schlafzimmers, sieht nach der Post und versorgt das Vieh. Dabei schwelgt sie in alten Erinnerungen:
Die verwitwete Antonia zieht im Alter von vierzig Jahren Ende des Zweiten Weltkriegs zurück in ihr Heimatdorf. Gemeinsam mit ihrer Tochter Danielle kam sie, um ihre Mutter zu Grabe zu tragen. Tatsächlich war aber die alte Frau, die jahrelang von Antonias Vater mit anderen Frauen betrogen wurde, noch sehr lebendig und verstarb erst nach zahlreichen Flüchen auf ihren Ehemann. Als man die Rückkehr von Antonia im Dorf bemerkt, spricht man vom Schwarzen Schaf, das zurückgekehrt ist. Antonia lassen diese Sticheleien kalt. Die wortgewandte, freiheitsliebende und nicht wirklich gläubige Frau lässt zwar alte Freundschaften im Dorf, wie die mit der Russin Olga und dem einsiedlerischen Intellektuellen Krummer Finger wieder aufleben, doch sonst braucht sie niemanden. Antonia und Danielle richten sich in dem rosa Haus auf dem Bauernhof ein und beginnen, das Land von Antonias Eltern zu bewirtschaften.
Durch ihren Gerechtigkeitssinn macht Antonia bald die Bekanntschaft mit dem jungen Lippen Willem. Der Mann wird stets von den Kindern des Dorfes wegen seiner enormen Körpergröße und seiner geistigen Zurückgebliebenheit gehänselt. Als Antonia eines Tages beim Ausreiten den Streichen der Störenfriede Einhalt gebietet und einen der aufdringlichen Jungen packt und an den Ast eines Baumes hängt, tritt Lippen Willem sofort aus den Diensten seines Herren aus und folgt Antonia, die auf ihrem Pferd davontrottet. Bald schon gibt es erneut Zuwachs auf dem Hofe. Danielle rettet Desirée, genannt Dede, vom benachbarten Hof eines reichen Bauern, nachdem sie durch Zufall Zeugin wurde, wie die geistig behinderte Dede von ihrem Bruder Pitte vergewaltigt wurde. Pitte, dem bei der Befreiungsaktion von Danielle eine Mistgabel in den Schoß gerammt wurde, verlässt daraufhin das Dorf.
In den folgenden Jahren finden Dede und Lippen Willem auf dem Hof von Antonia zueinander, heiraten beide und bekommen ein Kind. Antonia bändelt zärtlich mit dem verwitweten Bauern Sebastian an, der erst seit zwanzig Jahren im Dorf lebt und wie Antonia von den anderen Bewohnern gemieden wird. Bauer Sebastian bringt aus seiner ersten Ehe fünf Söhne mit, und schon bald findet regelmäßig ein gemeinsames Essen auf dem Hof statt. Die fantasievolle Danielle beginnt sich ihrem künstlerischen Talent zu widmen und fängt an zu malen und zu zeichnen. Bald schon reist Danielle in die Stadt und beginnt ein Studium, doch irgendetwas scheint ihr zu fehlen. Sie überrascht ihre Mutter eines Tages bei der Arbeit auf dem Feld mit ihrem Wunsch ein Kind zu haben. Einen Ehemann möchte Danielle jedoch nicht. So machen sich Mutter und Tochter schon bald auf den Weg in die Stadt, um nach einem geeigneten zeugungsfähigen Mann Ausschau zu halten. In einem Gebärendenheim machen die beiden die Bekanntschaft mit Letta, die Antonia und Danielle bald einen passenden Mann präsentieren kann. Nach den gemeinsamen Stunden im Hotel verlässt Danielle schnellstens mit ihrer Mutter die Stadt und kehrt schwanger auf den Bauernhof zurück. Sie gebiert ein Mädchen, dem sie den Namen Thérèse gibt. Thérèse entwickelt sich zum Wunderkind, das in der Mathematik und Musik den anderen Kindern in der Schule bald weit voraus ist. Sie erhält zusätzlich Privatunterricht von Krummer Finger, der sie mit den Werken Schopenhauers und Nietzsches vertraut macht. Der Hof füllt sich des Weiteren, als Antonia die schwangere Letta mit ihren zwei Kindern aufnimmt. Letta bandelt schon bald mit dem gerade aus der Kirche ausgetretenen Kaplan an, und da sie es liebt, schwanger zu sein, gebiert sie ihm jedes Jahr ein Kind. Danielle entdeckt ihre Homosexualität und geht eine Beziehung mit Lara, der Lehrerin von Thérèse, ein.
Das Idyll auf Antonias Hof droht zu zerbrechen, als Pitte nach jahrelanger Abwesenheit zurück ins Dorf kommt. Sein Vater ist verstorben und er ist sofort zur Stelle, um am Erbe des äußerst rentablen Hofes beteiligt zu werden, sehr zum Ärger seines jüngeren Bruders Janne. Pitte genießt es bald, sich provozierend dem Hof und den Feldern von Antonia zu nähern, was vor allem für Dede seelische Qualen bedeutet. Als Pitte die 13-jährige Thérèse, die mittlerweile in der Stadt Mathematik studiert, vergewaltigt, sieht sich Antonia gezwungen zu handeln. Sie greift sich ein Gewehr und stürzt in das Dorfcafé ihrer Freundin Olga. Den dort verweilenden Pitte führt Antonia auf den Dorfplatz und beginnt, ihn mit einem Fluch zu belegen, da sie es nicht über sich bringt, einen Menschen zu töten. Pitte solle schreckliche Qualen erleiden, sollte er nicht auf schnellstem Wege das Dorf verlassen. Noch am selben Abend erfüllt sich die Prophezeiung, als Pitte, der von den fünf Söhnen des Bauern Sebastian schwere Prügel für sein Verbrechen einstecken musste, den elterlichen Bauernhof aufsucht. Sein jüngerer Bruder Janne sieht die Zeit gekommen, sich des älteren Bruders zu entledigen und selbst Herr auf dem Hof seines Vaters zu werden. Janne ertränkt kurzerhand den schwer verletzten Pitte im Brunnen des Hofes. Das Dorf schweigt über den Mord an dem Vergewaltiger.
Thérèses Schmerz beginnt sich mit den Jahren zu lindern. Sie widmet sich weiterhin ihrem Mathematik-Studium und gelegentlich der Musik. Bald schon beginnt sie, selbst Mathematik an der Universität zu lehren und sich auch für das andere Geschlecht zu interessieren. Ihren Ansprüchen kann jedoch kein Mann gerecht werden. Die Jugendfreundschaft zu Lettas ältestem Sohn Simon wandelt sich in Liebe, doch Thérèse ist nicht bereit, ihn zu heiraten. Als sie schwanger wird, ist sie unsicher, ob sie das Kind behalten soll. Nach langer Überlegung entscheidet sich Thérèse für ihre Erstgeborne, Sarah, zu der sie zeit ihres Lebens jedoch nie eine Beziehung aufbauen kann. Die heranwachsende Sarah interessiert sich für Literatur, schreibt gerne Geschichten und scheint über das zweite Gesicht zu verfügen. Als sie eine Trauerrede zu Ehren der noch lebenden Dede verfasst, beginnen sich die staksig vorgetragenen Sätze von Sarah in eine Prophezeiung zu verwandeln: Dedes Ehemann, Lippen Willem, kommt bei einem Unfall mit dem Traktor ums Leben, Letta stirbt bei der Geburt ihres dreizehnten Kindes, Krummer Finger erhängt sich aus Traurigkeit über die Erkenntnis einer nicht lebenswerten Welt und auch für Antonia ist die Zeit gekommen, Abschied zu nehmen.
Als sie an jenem Morgen aufwacht, weiß die alte Antonia, dass dieser Tag der letzte in ihrem Leben sein wird. Dennoch beginnt sie den Tag wie jeden anderen: Sie öffnet die Fensterläden ihres Schlafzimmers, tränkt das Vieh und sieht nach der Post. Am Nachmittag feiert sie ein gemeinsames Essen mit ihren Freunden und Verwandten auf dem Hof, lässt sich auf ein kurzes Tänzchen mit Bauer Sebastian ein und ruft dann Sarah zu sich. Antonia hatte ihrer Urenkelin einst versprochen, sie als erste über ihren bevorstehenden Tod zu informieren. Familie und Freunde nehmen Abschied von Antonia, als sie sanft dem Leben entschläft.

## Rezeption
Marleen Gorris’ vierte Regiearbeit wurde am 12. September 1995 auf dem Toronto International Film Festival uraufgeführt. Zehn Tage später feierte Antonias Welt seine Premiere in den niederländischen Kinos. Kritiker bewerteten das Werk als eine humorvolle, skurrile bzw. melancholische Familiensaga und als einen der besten europäischen Filme des Kinojahres 1995/96. Durch die starken Frauenfiguren, die der Film präsentiert, wurde Antonias Welt meist mit Themen wie Feminismus und Emanzipation in Verbindung gebracht und als Hohelied auf Freundschaft und Intuition, als auch auf Toleranz, Selbstverwirklichung und Unabhängigkeit gewertet. Sehr gute Kritiken erhielt die niederländische Schauspielerin Willeke van Ammelrooy, die in der Titelrolle der Antonia zu sehen ist. Wenige kritische Stimmen bemängelten, der Plot von Gorries’ erfolgreichster Regiearbeit wirke überzeichnet und übertrieben, und attestierten ihr das Fehlen einer Handlungsstruktur. Der Film, der in den USA am 2. Februar 1996 startete, spielte allein in Nordamerika einen Brutto-Gewinn von 4,8 Mio. US-Dollar ein.
In Deutschland kam der Film am 5. September 1996 in die Kinos und erhielt auch hier gute bis sehr gute Kritiken. Mehr als ein Jahr später, am 6. November 1997, feierte der Film in Deutschland einen Re-Release.
Eine Hörfilmfassung entstand 1997, produziert durch den Bayerischen Rundfunk und gesprochen von Bernd Benecke.

## Kritiken
- „Antonias Eigenwilligkeit, Liberalismus und Unabhängigkeit erschüttern die spießige, bislang von Männern beherrschte Dorfwelt, deren Skurrilität von Gorris mitunter etwas überzeichnet wird. Auch quillen Liebe und Humanität in Antonias Kibbuz gelegentlich zu übertrieben aus allen Poren, wirkt auch der Erzählrhythmus zum Ende hin zu überhastet. Die Vorzüge dieses Films, seine starken Frauenfiguren, sein frecher provokativer Ton und seine in wichtigen Fragen ehrliche Lebenssicht werden dadurch aber nur unwesentlich behindert.“ (Blickpunkt:Film)

- „Ein Hoffnungsschimmer des europäischen Kinos: originell & poetisch.“ (Cinema)

- „Kraftvolle, vitale Familiensage über vier Generationen, die Geschichte einer unabhängigen Frauendynastie, mythische Utopie und provozierendes Gegenbild in einem, durch dessen märchenhaft-erzählerischen Charakter wichtige Grundanliegen der Emanzipationsbewegung anschaulich ins Gedächtnis gerufen werden.“ (Filmdienst)

- „Ein wunderbarer exzentrischer Film über die Größe feministischer Freundschaft, Freiheit, Intuition und Solidarität.“ (Spirituality & Health)

- „Die Geschichte einer Familie als teils makabres, teils melancholisches Epos. Absolut sehenswert.“ (TV Spielfilm)

- „Grandiose Familiensaga um das Schicksal von fünf Frauen-Generationen, in der die niederländische Filmemacherin Marleen Gorris ein teils humorvolles, teils melancholisches Hohelied auf Toleranz, Selbstverwirklichung und Unabhängigkeit anstimmt. Das exzellent bebilderte und brillant gespielte Drama setzt sich zwar kritisch mit männlichem Macho-Gehabe auseinander und stellt die weiblichen Rollen in den Vordergrund, verfällt dabei aber nie in plumpe Schwarz-weiß-Malerei. 'Antonias Welt', ausgezeichnet mit dem Auslands-Oscar '96, ist ein kleines, skurriles Filmjuwel, das vor allem das weibliche Video-Publikum ansprechen wird.“ (Video Woche)

## Auszeichnungen
Marleen Gorris’ Film wurde im Jahr 1996 mit dem Oscar als bester fremdsprachiger Film ausgezeichnet. Es war der zweite Auslands-Oscar für die Niederlande nach Fons Rademakers’ 1987 ausgezeichneten Der Anschlag und zugleich der erste Academy Award in dieser Kategorie, der an eine Frau verliehen wurde. Im Heimatland der Regisseurin wurde Antonias Welt 1995 beim Nederlands Film Festival mit dem Goldenen Kalb in den Kategorien Regie und Beste Hauptdarstellerin gewürdigt. Ein Jahr später erfolgte eine Nominierung für den British Academy Film Award. Dort musste sich das Werk in der Kategorie Bester nicht-englischsprachiger Film Patrice Lecontes Historiendrama Ridicule – Von der Lächerlichkeit des Scheins geschlagen geben. Im selben Jahr war der Film bei den GLAAD Media Awards nominiert, ein Preis, der unter anderem herausragende Filme, Dokumentationen und Fernsehserien mit LGBT-Kontext prämiert.
Oscar 1996
- Bester fremdsprachiger Film

British Academy Film Awards 1997
- nominiert als bester nicht-englischsprachiger Film

Weitere
Argentinean Film Critics Association Awards 1997
- nominiert als bester ausländischer Film

GLAAD Media Awards 1997
- nominiert als bester Film

Joseph-Plateau-Preis 1996
- Beste belgische Darstellerin (Els Dottermans)

Niederländisches Filmfestival 1995
- Beste Regie
- Beste Darstellerin (Willeke van Ammelrooy)

Toronto International Film Festival 1995
- Publikumspreis

Valladolid International Film Festival 1995
- nominiert als bester Film

## Medien
DVD Antonias Welt Alamode Film (2004) EAN 4042564010138